# Португалія на літніх Олімпійських іграх 1932
Португалія брала участь у Літніх Олімпійських іграх 1932 у Лос-Анджелесі (США) уп'яте за свою історію, але не завоювала жодної медалі. Найменша кількість представників збірної з 1912 року.